# ثقافة الطبقة العاملة
ثقافة الطبقة العاملة هي مجموعة من الثقافات التي نشأت بواسطة أو تشيع بين أشخاص ينتمون إلى الطبقة العاملة. ويمكن أن تتباين الثقافات فتنقسم إلى ثقافة عالية وثقافة شعبية، وتُسَاوَى في بعض الأحيان مع الثقافة الشعبية والثقافة المنخفضة (نظير الثقافة المرتفعة).
تتميز ثقافة الطبقة العاملة بالتنوع الجغرافي البالغ، مما يؤدي إلى تساؤل البعض عما إذا كان هناك أي قاسم مشترك بين الثقافات. يرى العديد من الاجتماعيين الذين يتبنون وجهة نظر الصراع الطبقي أهميتها من كونها ناشئة عن البروليتاريا التي يؤيدونها. وبعض الدول التي تزعم أنها شيوعية أعلنت عن ثقافة رسمية للطبقة العاملة، والأكثر بروزًا هي الواقعية الاشتراكية، والتي تهدف إلى تمجيد العامل. ورغم ذلك، فإن تمجيد العامل بشكل مجرد نادرًا ما يكون ميزة للثقافات المستقلة للطبقة العاملة. وهناك اشتراكيون آخرون مثل لينين آمنوا أنه لا يمكن أن توجد ثقافة بروليتارية أصلية خالية من الرأسمالية، وأن الثقافة العالية يجب ألا تكون خارج تجربة العمال.
وقد تطورت ثقافة الطبقة العاملة خلال الثورة الصناعية. ونظرًا لأن معظم الطبقة العاملة التي نشأت حديثًا كانت من الفلاحين السابقين، فقد أخذت الثقافات قدرًا كبيرًا من الثقافة الشعبية المحلية. وقد تغير هذا لاحقًا من خلال الظروف المتغيرة للعلاقات الاجتماعية، وزيادة إمكانية تنقل القوة العاملة ولاحقًا عن طريق تسويق المنتجات الصناعية الثقافية القائمة على الإنتاج بكميات كبيرة، مثل المطبوعات والزخارف والأحداث مثل قاعة الموسيقى والسينما.

## التصويرات في الثقافة العامة
تم تصوير ثقافة الطبقة العاملة في عروض التلفاز مثل "Roseanne وGood Times وMarried...With Children وAll in the Family وShameless حيث تكافح الأسر الأمريكية لدفع مقابل الاحتياجات الأساسية. وفي الولايات المتحدة، ترتبط ثقافة الطبقة العاملة أحيانًا بالثقافة الجنوبية. ومن ثم، فمن الممكن النظر إلى عروض مثل The Dukes of Hazzard أو The Beverly Hillbillies كنماذج على تلك الثقافة. ويبرز عرض التلفاز الإنجليزي Shameless حياة الطبقة العاملة في إحدى ضواحي مانشستر كما يتم في الضاحية المسماة على اسمها في شيكاغو.
وهناك واحدة من أغاني مطرب البوب روك جيمي بارنز الأكثر شهرة وهي "Working Class Man" تمثل مرجعًا لثقافة الطبقة العاملة وما تواجهه من صعاب.
إلى جانب ثقافة الرجل في المملكة المتحدة، فإن بعض الثقافات الشبابية مثل حليقي الرؤوس وقطاع الطريق الصغار، والمجانين والموسيقيين المخمورين قد ارتبطت بثقافة الطبقة العاملة. وفي الولايات المتحدة على وجه الخصوص، طالب بعض الأمريكيين البيض باستخدام المصطلح المهين في العادة الرقبة الحمراء كمعرف للأمريكيين البيض من الطبقة العاملة. ربما يتبنى العديدون بشكل متعمد نماذج الطبقة العاملة، ولكن يختارون تجنب استخدام هذه الكلمة نتيجة لارتباطها المتكرر مع اتجاهات سلبية مثل العنصرية. جيف فوكسوورثي ولاري عامل الكابل من فرقة Blue Collar Comedy من ضمن أشهر النماذج على تبني ثقافة الطبقة العاملة بشكل ساخر.
وهناك بعض الرياضات مثل دوري الرجبي لكرة القدم والسهام واتحاد كرة القدم، والتي يشار إليها أحيانًا باسم لعبة العمال، وهي مرتبطة بالطبقة العاملة في المملكة المتحدة. وفي الولايات المتحدة ترتبط كرة القدم الأمريكية وكرة القاعدة بالطبقة العاملة.